# Helianthemum capralense
Helianthemum capralense är en solvändeväxtart som beskrevs av Pérez Dacosta och Gonzalo Mateo. Helianthemum capralense ingår i släktet solvändor, och familjen solvändeväxter. Inga underarter finns listade i Catalogue of Life.